# Miho Nonaka
Miho Nonaka (野中 生萌; Tòquio, 21 de maig de 1997) és una escaladora professional japonesa. Va competir als Jocs Olímpics d'estiu de 2020 en la prova combinada guanyant la medalla de plata.
El seu pare i la seva germana la van introduir a l'escalada quan tenia 9 anys i va participar en la seva primera Copa del Món als 17 anys. El 2018, va guanyar el Campionat del Món en la modalitat d'escalada en bloc guanyant una medalla d'or i sis medalles de plata en les set proves de la temporada. El 2022 va guanyar la medalla de bronze a la Campionat del Món d'Innsbruck.